# Dương Văn Minh
Dương Văn Minh (Vietnám, 1916. február 16. – Pasadena, Kalifornia, 2001. augusztus 6.) vietnámi tábornok, politikus. A dél-vietnámi hadsereg főparancsnoka volt Ngô Đình Diệm miniszterelnöksége alatt. 1963-ban az általa vezetett katonai puccs során került hatalomra, de csak két hónapig tudta megtartani hatalmát. 1975. április 28-án, Nguyễn Văn Thiệu lemondása után került ismét hatalomra, ami csak két napig tartott. Saigon bukása után 8 évig háziőrizetben élt. 1983-ban engedélyt kapott, hogy Franciaországba emigráljon. Életének utolsó néhány évét az Egyesült Államokban töltötte, ahol 83 éves korában elhunyt.
Becenevét – „Big Minh” („Nagy Minh”) – onnan kapta, hogy az átlagos vietnámiakhoz képest rendkívül magas volt (183 cm).